# Rouillac (Charente)
Rouillac – miejscowość i gmina we Francji, w regionie Nowa Akwitania, w departamencie Charente. W 2013 roku populacja ówczesnej gminy wynosiła 1948 mieszkańców.
1 stycznia 2016 roku połączono trzy wcześniejsze gminy: Plaizac, Rouillac oraz Sonneville. Siedzibą gminy została miejscowość Rouillac, a nowa gmina przyjęła jej nazwę. Natomiast dnia 1 stycznia 2019 roku do Ruillac przyłączono gminę Gourville. 